# Teorija konzerviranja restauriranja
Teorija konzerviranja restauriranja  disciplina je koja se bavi osmišljavanjem teoretskih temelja konzervacije restauracije djela kulturne baštine. Do danas je ovo područje još uvijek pod utjecajem odrednica koje je uspostavio talijanski umjetnički kritičar i povjesničar Cesare Brandi svojim djelom Teoria del Restauro 1963.godine : 
"Restauriranje za svoj cilj mora postaviti ponovno uspostavljanje jedinstvenosti umjetničkog djela,uz pretpostavku,da je isto moguće izvesti bez oblikovanja povijesne ili umjetničke patvorine,te bez brisanja tragova povijesti samog djela"
“Restauracija je metodološki
trenutak u kojemu se umjetničko
djelo vrednuje u svojoj materijalnoj pojavnosti
i u povijesnoj i estetskoj dvojnosti, jer
se činom obnove prenosi u budućnost.”

## Suvremena teorija konzerviranja restauriranja
Od onih koji su nastavili rad na postavkama Cesare Brandija treba izdvojiti Umberta Baldinija i Paula Philippota( 1925. – 2016.). Kao najznačajnije predstavnike suvremene teorije na ovom području danas možemo istaknuti Salvadora Munoz Vinasa te rusa Bobrova.

## Teoretska   promišljanja konzervacije restauracije u Hrvatskoj
Zanimljiva je činjenica da se u Hrvatskoj danas ozbiljnije ovom problematikom ne bavi nitko osim Marka Špikića, te Franka Ćorića, obojica s odsjeka za povijest umjetnosti Filozofskog fakulteta u Zagrebu, no spomenuti se istim bave isključivo s povijesne distance, te su usmjereni većinom na arhitektonske spomenike.Niti na jednom od tri studija konzerviranja restauriranja se teorija konzervacije restauracije ne predaje kao poseban predmet.
Nedostatak ovih promišljanja posebno je vidljiv kod konzervacije predmeta primijenjenih umjetnosti, odnosno tehničkih i etnografskih, te arheoloških predmeta gdje se ideje koje bi bile primjerenije 19. stoljeću još uvijek prikazuju kao relevantne( nevidljivi retuš, inzistiranje na simulaciji cjelovitosti predmeta, odbijanje jasnog označavanja obnovljenih dijelova, radikalna obnova tehničkih spomenika, korištenje nereverzibilnih postupaka na arheološkim,ali i povijesnim predmetima - sve ovo samo upućuje na pogrešno razumijevanje samog procesa, te nepoznavanje temeljnih teoretskih odrednica same struke!).
No niti druga strana problema ne može biti izostavljena jer nedostatak poznavanja konzervatorsko restauratorske teorije( i berem elementarnog poznavanja konzervatorsko restauratorske prakse) podjednako je negativan kako za povjesničare umjetnosti koji najčešće pored arhitekata rade kao konzervatori tako i za konzervatore restauratore koji neposredno rade na kulturnoj baštini.

## Vanjske poveznice
- Salvador Muñoz-Viñas - New Horizons for Conservation Thinking, inteview  Arhivirana inačica izvorne stranice od 4. srpnja 2014. (Wayback Machine)
- Pregled teorije i etičkih načela konzervatorsko -restauratorske djelatnosti,prezentacija  Arhivirana inačica izvorne stranice od 1. prosinca 2016. (Wayback Machine)